# (37310) 2001 OE107
2001 OE107 (asteroide 37310) é um asteroide da cintura principal. Possui uma excentricidade de 0.08792440 e uma inclinação de 5.79381º.
Este asteroide foi descoberto no dia 29 de julho de 2001 por LINEAR em Socorro.